# Transport w Kamerunie

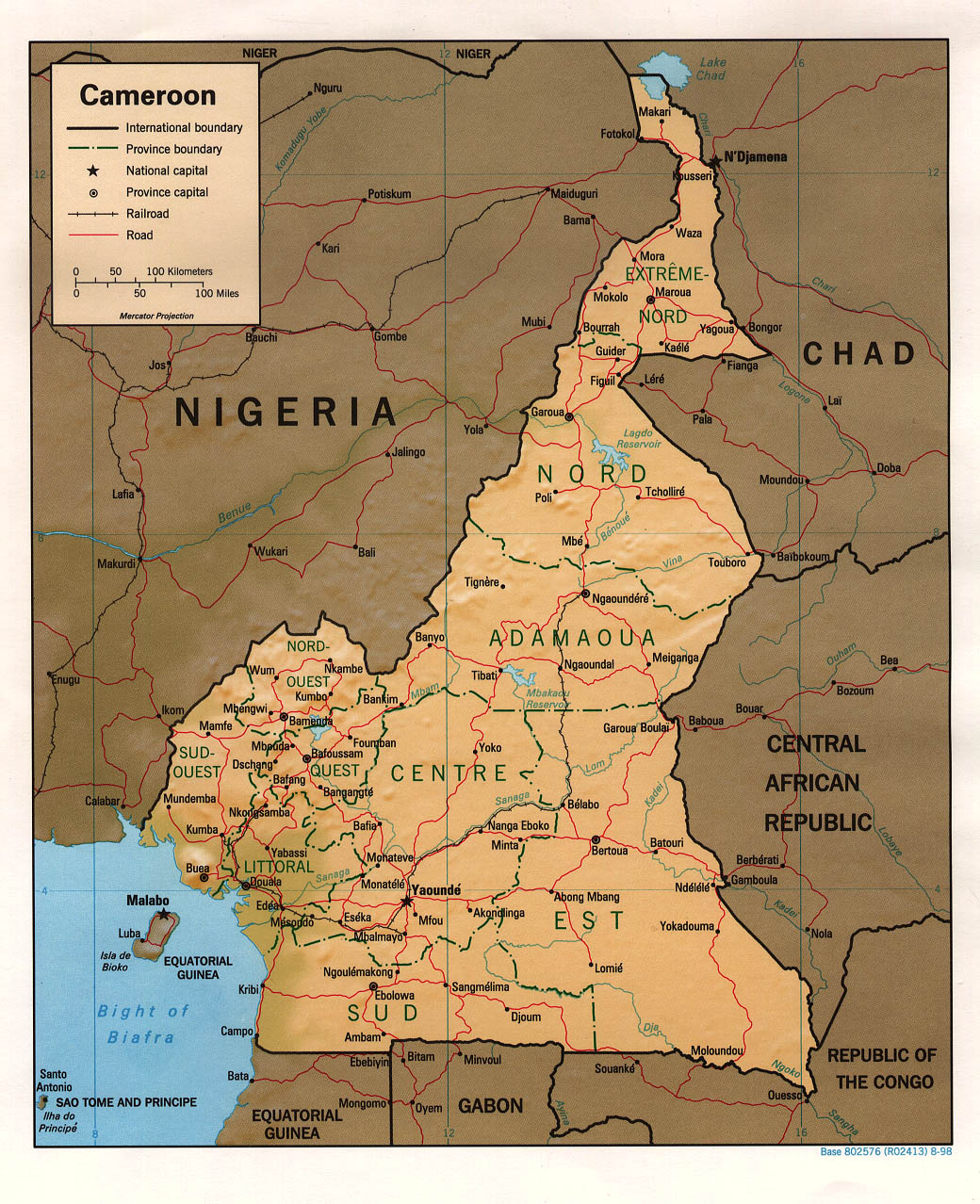
Mapa Kamerunu z widocznym położeniem głównych dróg i linii kolejowych

## Transport kolejowy

### Sieć kolejowa

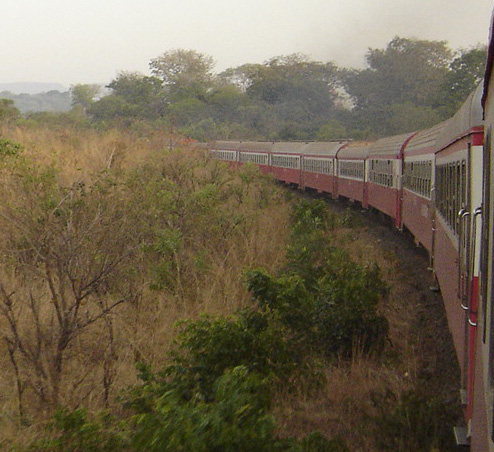
Pociąg jadący do Ngaoundéré

Jedynym operatorem transportu kolejowego w kraju jest przedsiębiorstwo Camrail. Sieć linii kolejowych długości 1104 km, w większości wybudowanych przez niemiecką administrację kolonialną, obejmuje:
- Linię transkameruńską:
  - odcinek centralny Duala – Jaunde
  - odcinek północny Jaunde – Ngaoundéré
- Linię zachodnią: Duala – Mbanga – Nkongsamba
- Linię Otélé – Mbalmayo
- Linię Mbanga – Kumba

W użytku pozostają tylko linia transkameruńska i krótki odcinek Mbanga – Kumba. Linia zachodnia jest wyłączona z użytkowania z powodu złego stanu mostu na rzece Wouri w Duali.
Miasta obsługiwane przez Camrail:
- Bélabo
- Duala
- Edéa
- Eséka
- Jaunde
- Kumba
- Mbalmayo
- Mbanga
- Mesondo
- Nanga Eboko
- Ngaoundal
- Ngaoundéré
- Ngoumen
- Nkongsamba
- Nsongkamba

Połączenia z innymi krajami:
- z Nigerią – brak – różnice w rozstawie torów 1000/1067 mm
- z Czadem – brak – brak kolei w Czadzie – istnieją propozycje wybudowania połączenia kolejowego
- z Gabonem – brak – różnice w rozstawie torów 1000/1435 mm
- z Republiką Środkowoafrykańską – brak – brak kolei w Republice Środkowoafrykańskiej
- z Kongiem – brak – różnice w rozstawie torów 1000/1067 mm
- z Gwineą Równikową – brak – brak kolei w Gwinei Równikowej

### Tabor
Tabor kameruńskich kolei to 50 lokomotyw i blisko 1300 wagonów. Są wśród nich lokomotywy i autobusy szynowe produkcji Alstom, lokomotywy produkcji Bombardier Transportation i Electro-Motive Diesel i inne.

## Transport drogowy

### Sieć drogowa
- droga krajowa nr 1: Jaunde – Maltam – Mora – Kousséri – Fotoko – Nigeria
- droga krajowa nr 2: Jaunde – Mbalmayo – Ngoulémakong – Ambam – Gabon i Gwinea Równikowa
- droga krajowa nr 3: Jaunde – Edéa – Duala
- droga krajowa nr 4: Jaunde – Bafia – Bangangté – Bafoussam
- droga krajowa nr 5: Békoko – Bandjoun
- droga krajowa nr 6: Nigeria – Ekok – Mamfé – Bamenda – Mbouda – Foumban – Banyo – Tibati – Ngaoundal – Meïganga
- droga krajowa nr 7: Kribi – Campo – Edéa
- droga krajowa nr 8:
- droga krajowa nr 9: Mbalmayo – Sangmélima – Djoum – Mintom
- droga krajowa nr 10: Jaunde – Ayos – Bonis – Abong-Mbang – Doumé – Dimako – Bertoua – Batouri – Ndélélé – Gari-Goumbo – Yokadouma – Moloundou
- Droga Krajowa nr 11: Bamenda – Wum – Nkambé – Mbot – Ndu – Kumbo – Jakiri – Ndop
- droga krajowa nr 12: Maroua – Yagoua
- droga krajowa nr 13:
- droga krajowa nr 14: Mora – Kerawa – Nigeria
- droga krajowa nr 15: Sangbe – Tibati – Ngaoundéré
- droga krajowa nr 16:
- droga krajowa nr 17: Sangmélima – Megong – Gabon

Łączna długość sieci drogowej wynosi 34 300 km, w tym 4288 km – to drogi utwardzone, zaś pozostałe 30 012 km – nieutwardzone (dane z 1995).

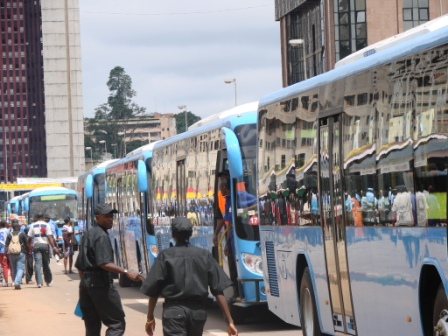
Autobusy w Jaunde

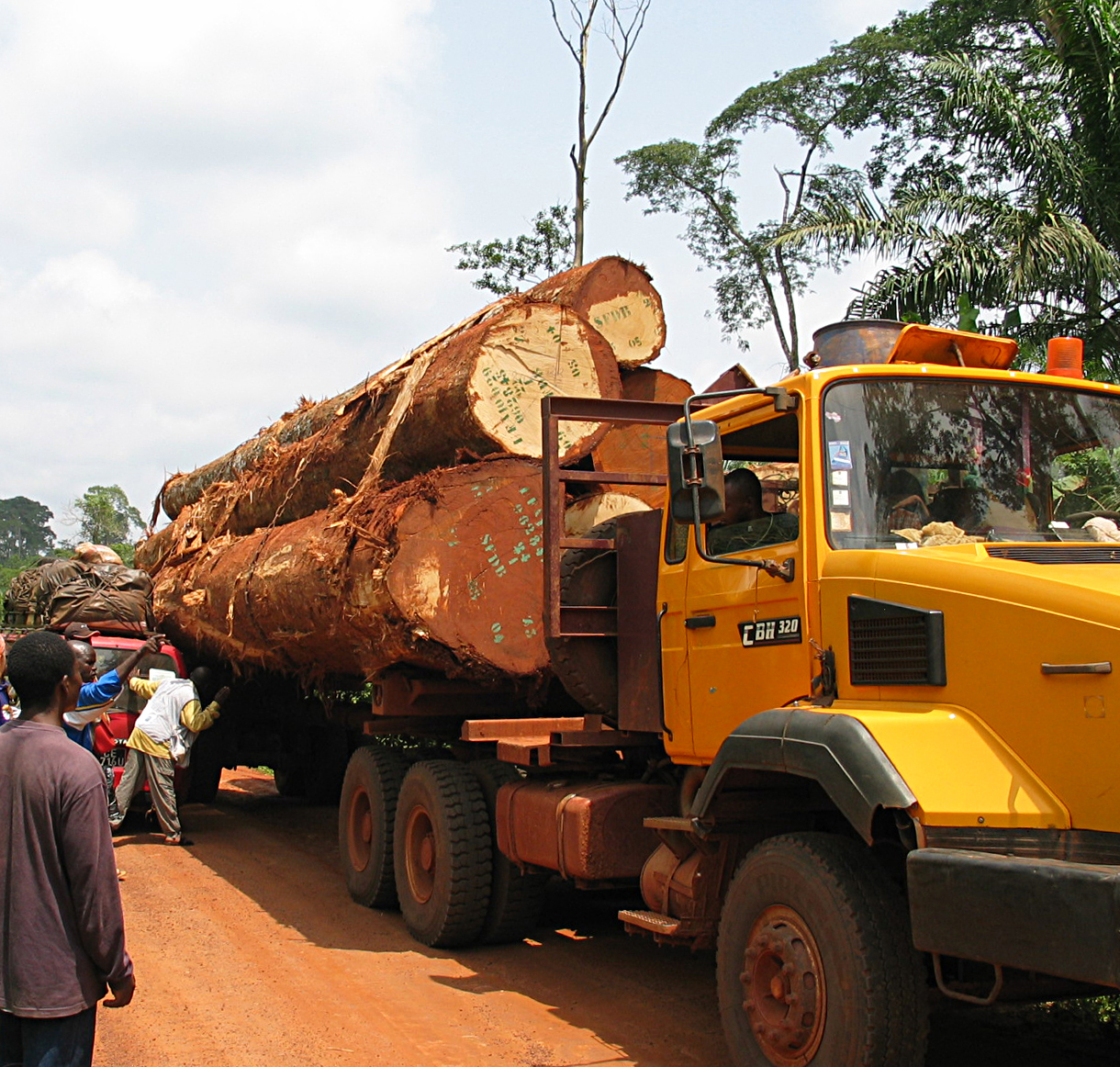
Ciężarówka przewożąca drewno w Kamerunie

## Żegluga śródlądowa
Łączna długość szlaków śródlądowych wynosi 2090 km.

## Żegluga morska
Ważniejsze porty to Bonabéri, Campo, Duala, Garoua, Kribi, Limbé i Tiko.

## Transport lotniczy

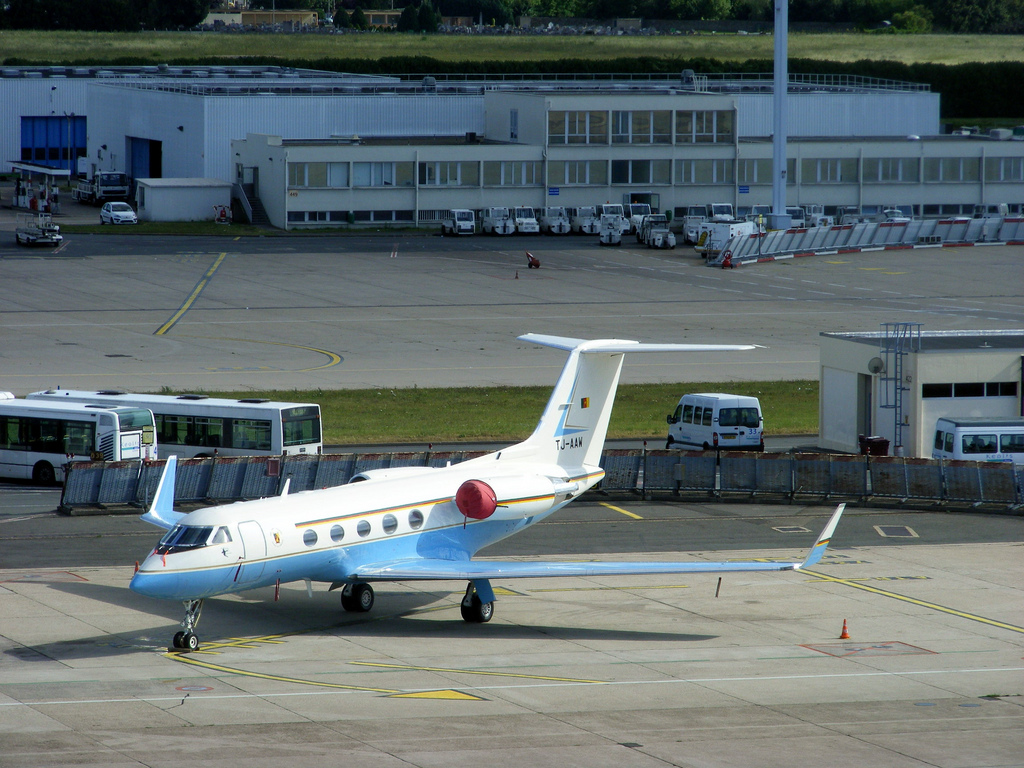
Rządowy samolot Kamerunu na lotnisku w Paryżu

W kraju znajduje się 50 lotnisk (dane z 1999), w tym 11 z utwardzonymi pasami startowymi. Spośród tych 11 lotnisk dwa mają pasy startowe długości powyżej 3047 m, cztery – o długości od 2438 do 3047 m, trzy – o długości od 1524 do 2437 m, jedno – o długości od 914 do 1523 m i jedno – o długości poniżej 914 m. Spośród pozostałych 39 osiem ma pas startowy o długości od 1524 do 2437 m, 20 – o długości od 914 do 1523 m, zaś 11 – o długości poniżej 914 m.
Kameruńskie linie lotnicze to:
- Cameroon Airlines
- Axis Lines International

### Transport międzynarodowy
Miasta, w których znajdują się lotniska obsługujące połączenia międzynarodowe:
- Duala – Port lotniczy Douala
- Garoua – Port lotniczy Garoua
- Jaunde – Port lotniczy Yaoundé Nsimalen

### Transport krajowy
Miasta, w których znajdują się lotniska obsługujące połączenia krajowe:
- Akonolinga
- Ambam
- Bafia
- Bafoussam
- Bamenda
- Banyo
- Bertoua
- Campo
- Dschang
- Duala
- Ebolowa
- Eséka
- Garoua
- Guider
- Jaunde
- Kaélé
- Koutaba
- Koza
- Kribi
- Maroua
- Mbandjock
- Méri
- Nanga Eboko
- Ngaoundal
- Ngaoundéré
- Nkongsamba
- Poli
- Sangmélima
- Tcholliré
- Tibati
- Tignère
- Waza
- Yagoua